# My Head Is an Animal
My Head Is an Animal è il primo album in studio del gruppo musicale islandese Of Monsters and Men, pubblicato il 20 settembre 2011 dalla Universal.
Il singolo di debutto è Little Talks, il quale ha garantito alla band il successo internazionale facendo vendere oltre un milione di copie. Dall’album è stato tratto un EP, Into the Woods.

## Tracce

### Edizione originale (Islanda)
1. Dirty Paws – 4:26 (Nanna Bryndís Hilmarsdóttir, Ragnar Þórhallsson)
2. King and Lionheart – 4:35 (Nanna Bryndís Hilmarsdóttir)
3. Numb Bears – 2:45 (testo: Ragnar Þórhallsson – musica: Ragnar Þórhallsson, Arnar Rósenkranz Hilmarsson)
4. Sloom – 4:42 (testo: Nanna Bryndís Hilmarsdóttir, Ragnar Þórhallsson – musica: Nanna Bryndís Hilmarsdóttir, Ragnar Þórhallsson, Arnar Rósenkranz Hilmarsson)
5. Little Talks – 4:24 (testo: Nanna Bryndís Hilmarsdóttir, Ragnar Þórhallsson – musica: Ragnar Þórhallsson, Nanna Bryndís Hilmarsdóttir)
6. From Finner – 3:41 (testo: Nanna Bryndís Hilmarsdóttir, Ragnar Þórhallsson – musica: Nanna Bryndís Hilmarsdóttir, Ragnar Þórhallsson, Arnar Rósenkranz Hilmarsson, Brynjar Leifsson)
7. Six Weeks – 5:32 (testo: Ragnar Þórhallsson – musica: Ragnar Þórhallsson, Arnar Rósenkranz Hilmarsson)
8. Love Love Love – 4:02 (Nanna Bryndís Hilmarsdóttir)
9. Your Bones – 4:07 (Ragnar Þórhallsson)
10. Lakehouse – 5:42 (testo: Nanna Bryndís Hilmarsdóttir, Ragnar Þórhallsson – musica: Nanna Bryndís Hilmarsdóttir, Ragnar Þórhallsson, Brynjar Leifsson)
11. Yellow Light (finisce a 4:52; segue la canzone segreta Sinking Man da 13:04) – 15:45 (Ragnar Þórhallsson)

### Universal Music Group
1. Dirty Paws – 4:38
2. King and Lionheart – 4:33
3. Mountain Sound – 3:35 (testo: Nanna Bryndís Hilmarsdóttir, Ragnar Þórhallsson – musica: Ragnar Þórhallsson, Nanna Bryndís Hilmarsdóttir, Arnar Rósenkranz Hilmarsson)
4. Slow and Steady – 5:01 (Nanna Bryndís Hilmarsdóttir, Ragnar Þórhallsson, Hilmarsson, Árni Guðjónsson, Brynjar Leifsson, Kristján Páll Kristjánsson)
5. From Finner – 3:43
6. Little Talks – 4:26
7. Six Weeks – 5:34
8. Love Love Love – 3:58
9. Your Bones – 4:09
10. Sloom – 4:43
11. Lakehouse – 4:35
12. Yellow Light – 4:52

Tracce bonus di iTunes
1. Numb Bears – 2:44
2. Little Talks (videoclip) – 4:11

### 10th Anniversary Edition
1. Dirty Paws – 4:38
2. King and Lionheart - 2011 Iceland Release Version – 4:44
3. Numb Bears - 2011 Iceland Release Version – 2:45
4. Sloom – 4:44
5. Little Talks – 4:26
6. From Finner – 3:42
7. Six Weeks – 5:32
8. Love Love Love – 3:57
9. Your Bones – 4:07
10. Lakehouse - 2011 Iceland Release Version – 5:56
11. Yellow Light – 4:53
12. Sinking Man - 2011 Iceland Release Version – 2:49 (Nanna Bryndís Hilmarsdóttir, Ragnar Þórhallsson)
13. Phantom – 4:42 (Ragnar Þórhallsson, Nanna Bryndís Hilmarsdóttir)
14. Sugar in a Bowl – 2:48 (Nanna Bryndís Hilmarsdóttir, Ragnar Þórhallsson)

### The Cabin Sessions
1. Dirty Paws - The Cabin Sessions – 4:28
2. From Finner - The Cabin Sessions – 3:25
3. King and Lionheart - The Cabin Sessions – 4:38
4. Mountain Sound - The Cabin Sessions – 3:33
5. Numb Bears - The Cabin Sessions – 2:34
6. Six Weeks - The Cabin Sessions – 4:39
7. Sloom - The Cabin Sessions – 4:12
8. Slow and Steady - The Cabin Sessions – 4:54
9. Your Bones - The Cabin Sessions – 4:21
10. Lakehouse - The Cabin Sessions – 4:19
11. Little Talks - The Cabin Sessions – 3:46
12. Love Love Love - The Cabin Sessions – 4:13
13. Sinking Man - The Cabin Sessions – 2:43
14. Yellow Light - The Cabin Sessions – 4:53

## Formazione
- Nanna Bryndís Hilmarsdóttir - voce, chitarra acustica
- Ragnar Þórhallsson - voce, chitarra acustica
- Arnar Rósenkranz Hilmarsson - batteria
- Árni Guðjónsson - pianoforte
- Brynjar Leifsson - chitarra elettrica
- Kristján Páll Kristjánsson - basso

## Classifiche

### Classifiche di fine anno
| Classifica (2011) | Posizione |
| ----------------- | --------- |
| Islanda           | 3         |
| Classifica (2012) | Posizione |
| Islanda           | 2         |
| Classifica (2013) | Posizione |
| Islanda           | 4         |
| Classifica (2014) | Posizione |
| Islanda           | 29        |
| Classifica (2015) | Posizione |
| Islanda           | 36        |